# 키스 론거

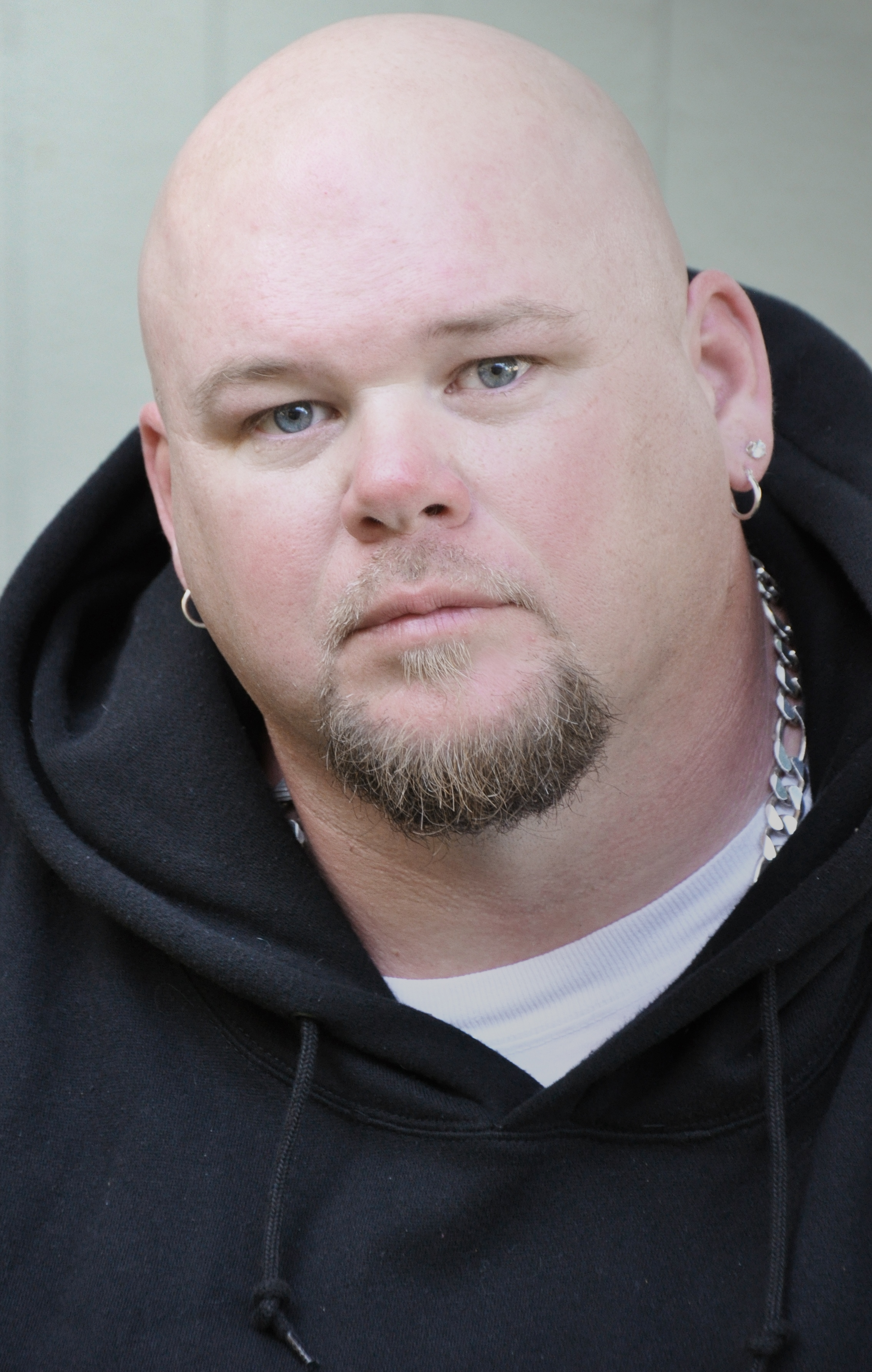

키스 론거(Keith Loneker, 1971년 6월 21일 ~ 2017년 6월 22일)는 미국의 배우이다.
로렌스에서 사망하였다.

## 영화
- 더 볼트 (2017년)
- 배드 애스 온 더 바이유 (2015년)
- 패스 더 라이트 (2015년)
- 더 서브라임 앤 뷰티풀 (2014년)
- A True Story (2013)
- 언더독스 (2013년)
- 레더헤즈 (2008년)
- 레이크뷰 테라스 (2008년)
- 수퍼배드 (2007년)
- 록 스타 (2001년)